# Татарские Челны
Татарские Челны — село в Менделеевском районе Татарстана. Административный центр и единственный населённый пункт Татарско-Челнинского сельского поселения.

## География
Находится в северо-восточной части Татарстана на расстоянии приблизительно 5 км на юго-запад по прямой от районного центра города Менделеевск.

## История
Известно с 1615 г. (по одной из версий, основано в XV–XVI вв.) как татарский населенный пункт Челны, в дальнейшем пришло в запустение, в 1721 г. cюда переселились крестьяне из села Сарали (ныне село Бехтерево Елабужского района). В дореволюционных источниках упоминается также под названием Рождественские Челны.
Первоначально принадлежало Елабужскому Троицкому монастырю. В 1764 г. жители были переведены в разряд экономических крестьян, в 1780–1830-х гг. приписаны к Воткинскому железоделательному заводу, в 1841 г. причислены к категории государственных крестьян. Основные занятия жителей в этот период – земледелие и скотоводство, были распространены кузнечный и красильный промыслы, поденщина на химическом заводе Ушкова, в Пермской губернии. В селе ежегодно выращивали от 3 до 5 тысяч вилков капусты для продажи в Елабуге или на заводе Ушкова.
В период Крестьянской войны 1773–1775 гг. жители активно выступили на стороне Е.И.Пугачёва.
В 1751 г. была построена деревянная церковь в честь Рождества Христова. В 1815–1825 гг. на средства прихожан и администрации Воткинского завода взамен обветшавшей построена Троицкая церковь (сохранилась до наших дней; памятник культовой архитектуры в стиле ампир).
По сведениям 1859 г., здесь имелись церковь, питейный дом, 3 водяные мельницы, 3 кабака, 3 обдирки, 2 торжка (8 ноября и 25 декабря).
В 1868 г. открыто одноклассное земское земельное училище (располагалось в наёмной квартире; в 1869 г. обучался 21 ученик), в 1889 г. – церковно-приходская школа (располагалась в собственном здании; в 1919 г. обучалось 60 мальчиков и 33 девочки.).
В начале XX в. в селе функционировали церковь, церковно-приходская школа.

## Административная принадлежность
До 1921 г. село входило в Трехсвятскую волость Елабужского уезда Вятской губернии. С 1921 г. в составе Елабужского, с 1928 г. – Челнинского кантонов ТАССР. С 10 августа 1930 г. – в Бондюжском, с 20 января 1931 г. – в Елабужском, с 10 февраля 1935 г. – в Бондюжском, с 1 февраля 1963 г. – в Елабужском, с 15 августа 1985 г. в Менделеевском районах.
Ныне центр Татарско-Челнинского сельского поселения. 

## Население
В селе числилось в 1781 — 234 жителя, в 1795 — 363 души мужского пола, в 1859 — 922, в 1887 — 1088, в 1905 — 1226, в 1920 — 2564, в 1926 — 1157, в 1938 — 876, в 1949 — 621, в 1958 — 531, в 1970 — 491, в 1979 — 476, в 1989 — 425. Постоянное население составляло 399 человек (русские 80 %) в 2002 году, 375 — в 2010, в 2017 — 349 жителей (русские - 84,2%, татары - 8%). 

## Образование и культура
В первые годы советской власти на базе церковно-приходской школы открыта начальная школа, в 1988–2010 гг. – средняя, в настоящее время – неполная средняя (здание построено в 1985 г.). При школе в 1993 г. открыт историко-краеведческий музей (основатель – В.И.Газейкин).
Также действуют детский сад «Колосок» (с 2001 г. в здании школы), дом культуры (здание построено в 1980 г.), библиотека (с 2015 г. в здании школы), фельдшерско-акушерский пункт (в 2015 г. построено новое здание).
На сельском кладбище восстановлена часовня (1900 г.); сохранились могилы участника революционного движения П.А.Мохначёва (1893–1918) и неизвестного красноармейца (1919 г.), а также часовенный столб (начало XX в.).

## Достопримечательности
Троицкая церковь в руинированном виде.